# 西垣仁貴
西垣 仁貴（にしがき よしき、1985年6月5日 - ）は、京都府京都市伏見区出身の元プロバスケットボール選手である。ポジションはポイントガード、シューティングガード。

## 来歴
桃陵中学校を卒業後、名門洛南高校に進学。2年でウィンターカップ優勝に貢献。
東海大学進学後も3年次にインカレ優勝とオールジャパンベスト4を経験する。
卒業後の2008年、富山グラウジーズに入団。
竹内譲次は高校・大学の1年先輩に当たる。

## 経歴
- 京都市立桃陵中学校 - 洛南高校 - 東海大学 - 富山（2008年〜）